# Aethes afghana
Aethes afghana là một loài bướm đêm thuộc họ Tortricidae. It was firstly được miêu tả from Afghanistan where probably widely distributed. Loài này có ở vicinity of Kabul, Safed Koh và Paghman Mountains. Specimens where collected at altitudes of 2,200 to 2,650 meters. Nó cũng được tìm thấy ở Kashmir.